# Wereld open schaken 2004
Wereld open schaken 2004 was de 32e World open dat van 30 juni t/m 4 juli 2004 in het Adams Mark Hotel in Philadelphia verspeeld werd, is gewonnen door de Amerikaanse grootmeester Varuzhan Akobian met 7.5 punt uit negen ronden. Er waren negen grootmeesters die 7 punten behaalden en na de tie-break was de uitslag als volgt: De Amerikaan Hikaru Nakamura werd tweede, de Rus Jevgeni Najer werd derde, de Estlander Jaan Ehlvest eindigde op de vierde plaats, Ilya Smirin uit Israël werd vijfde, de zesde plaats was voor de Czech Jiří Štoček. de Amerikaan Igor Novikov werd zevende en zijn landgenoten Alexander Ivanov en Alexander Onitsjoek eindigden op de negende en tiende plaats.